# Château de Walhain
Le château de Walhain est un château médiéval en ruines situé à Walhain-Saint-Paul, section de la commune belge de Walhain, située en Région wallonne dans la province du Brabant wallon.

## Historique
La partie la plus ancienne du château de Walhain remonte au XIIe siècle,.
Les ruines du château font l'objet d'un classement au titre des monuments historiques depuis le 10 novembre 1955, le site dans son ensemble faisant l'objet d'un classement depuis le 16 novembre 1980.
En 2009, le château est racheté par l'Institut du Patrimoine Wallon (I.P.W.). La gestion du site est actuellement confiée à une association, l'ASBL « Les amis du château de Walhain ».
En 2020, une subvention importante de la région permet une consolidation des ruines du château et limite ainsi la destruction inévitable des murs encore debout. Une allocation est également débloquée pour la mise en valeur du site, seul château de plaine de la région.
Des campagnes de fouilles archéologiques sont régulièrement réalisées par l'UCLouvain et l'Eastern Illinois University (en) (États-Unis) depuis 1998. La campagne de juillet 2022 a pour but de vérifier la configuration et l'implantation du site

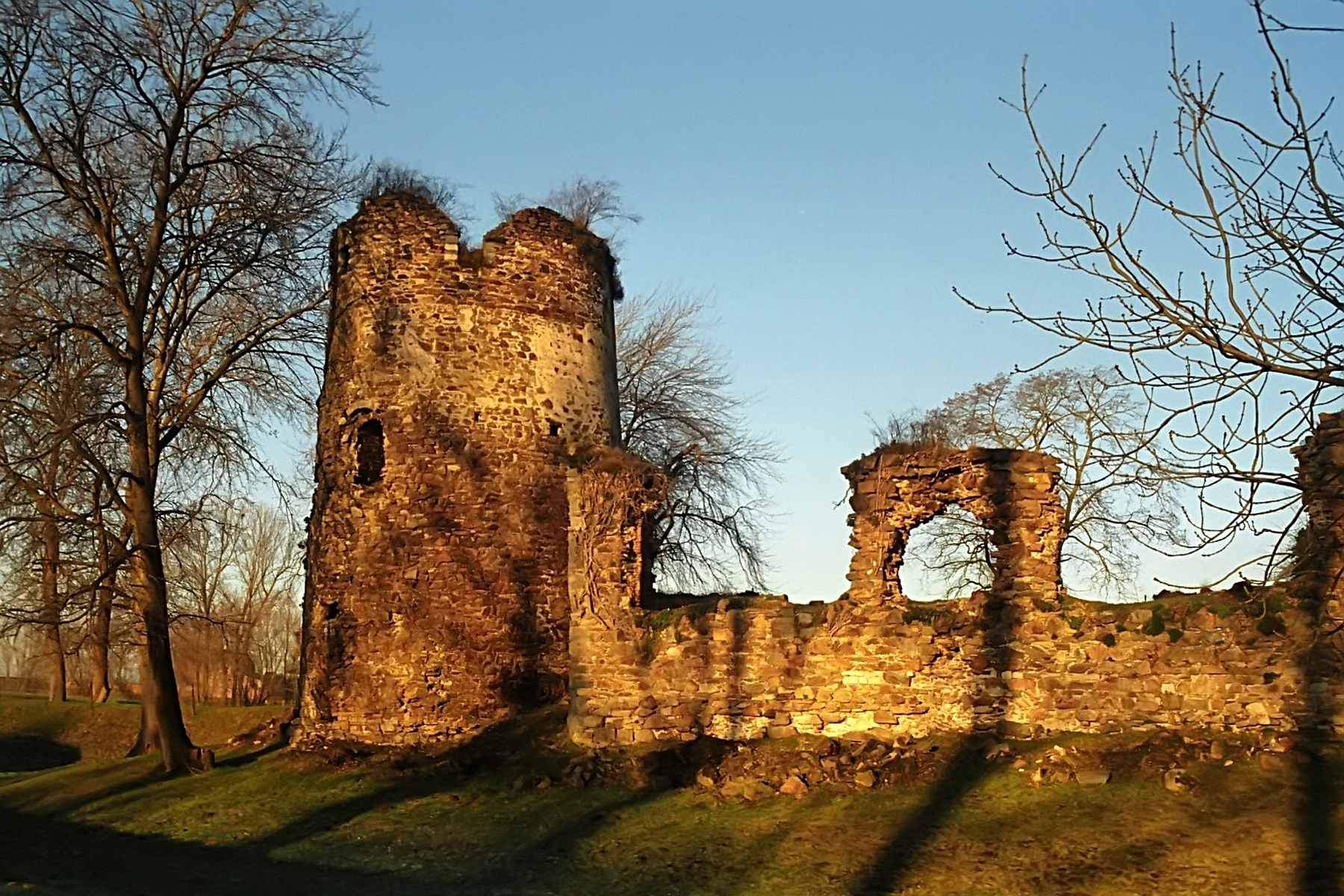
Le donjon et les murailles en ruines.

## Architecture
Le château, entouré de douves asséchées, est en ruines.
La partie la plus ancienne et la mieux conservée est le donjon cylindrique, qui occupe un des angles du château. Ce donjon, édifié en moellon, présente une ouverture au niveau du premier étage.
Il ne reste plus des murailles que le niveau inférieur des tours d'angle, de la poterne et des courtines.